# 아시아 올해의 축구 선수
아시아 올해의 축구 선수(Asian Footballer of the Year)는 아시아 축구 연맹에 소속된 국가의 축구 선수 중 1년간 가장 좋은 활약을 펼친 선수에게 수여하는 상이다. 1988년부터 1991년까지 국제 축구 역사 통계 연맹(IFFHS)이 수상자를 선정하였으며 1994년부터 아시아 축구 연맹 주관으로 수여하기 시작하였다.
2005년부터 시상식에 참석하는 선수에게만 상을 수여한다는 규정 때문에 논란이 되고 있다.

## 국제축구역사통계연맹(IFFHS) 아시아 올해의 축구 선수 역대 수상자(1988–1992, 2020-현재)
| 연도          | 선수명               | 국적                 | 소속 클럽            |
| ------------- | -------------------- | -------------------- | -------------------- |
| 1988년        | 아메드 라디          | 이라크               | 알라시드             |
| 1989년        | 김주성               | 대한민국             | 대우 로얄즈          |
| 1990년        | 김주성               | 대한민국             | 대우 로얄즈          |
| 1991년        | 김주성               | 대한민국             | 대우 로얄즈          |
| 1992년        | 미우라 가즈요시      | 일본                 | 베르디 가와사키      |
| 1993년-2019년 | 수상자 없음 (미개최) | 수상자 없음 (미개최) | 수상자 없음 (미개최) |
| 2020년        | 손흥민               | 대한민국             | 토트넘 홋스퍼        |
| 2021년        | 손흥민               | 대한민국             | 토트넘 홋스퍼        |
| 2022년        | 손흥민               | 대한민국             | 토트넘 홋스퍼        |

### 나라별 IFFHS 아시아 올해의 축구 선수 수상 횟수
| 나라     | 수상 횟수 |
| -------- | --------- |
| 대한민국 | 6회       |
| 일본     | 1회       |
| 이라크   | 1회       |

## 아시아 축구 연맹(AFC) 아시아 올해의 축구 역대 수상자(1994–현재)
| 연도   | 선수명                             | 국적                               | 소속 클럽                          |
| ------ | ---------------------------------- | ---------------------------------- | ---------------------------------- |
| 1994년 | 사이드 알오와이란                  | 사우디아라비아                     | 알샤바브                           |
| 1995년 | 이하라 마사미                      | 일본                               | 요코하마 F. 마리노스               |
| 1996년 | 호다다드 아지지                    | 이란                               | 바흐만                             |
| 1997년 | 나카타 히데토시                    | 일본                               | 쇼난 벨마레                        |
| 1998년 | 나카타 히데토시                    | 일본                               | 페루자 칼초                        |
| 1999년 | 알리 다에이                        | 이란                               | 바이에른 뮌헨 / 헤르타 BSC 베를린  |
| 2000년 | 나와프 알테미아트                  | 사우디아라비아                     | 알힐랄                             |
| 2001년 | 판즈이                             | 중국                               | 던디                               |
| 2002년 | 오노 신지                          | 일본                               | 페예노르트                         |
| 2003년 | 메흐디 마다비키아                  | 이란                               | 함부르크 SV                        |
| 2004년 | 알리 카리미                        | 이란                               | 알아흘리                           |
| 2005년 | 하마드 알몬타샤리                  | 사우디아라비아                     | 알이티하드                         |
| 2006년 | 칼판 이브라힘                      | 카타르                             | 알사드                             |
| 2007년 | 야세르 알카타니                    | 사우디아라비아                     | 알힐랄                             |
| 2008년 | 세르베르 제파로프                  | 우즈베키스탄                       | 부뇨드코르                         |
| 2009년 | 엔도 야스히토                      | 일본                               | 감바 오사카                        |
| 2010년 | 사샤 오그네노브스키                | 오스트레일리아                     | 성남 일화 천마                     |
| 2011년 | 세르베르 제파로프                  | 우즈베키스탄                       | 알샤바브                           |
| 2012년 | 이근호                             | 대한민국                           | 울산 현대                          |
| 2013년 | 정즈                               | 중국                               | 광저우 헝다                        |
| 2014년 | 나세르 알샴라니                    | 사우디아라비아                     | 알힐랄                             |
| 2015년 | 아메드 칼릴                        | 아랍에미리트                       | 알아흘리                           |
| 2016년 | 오마르 압둘라흐만                  | 아랍에미리트                       | 알아인                             |
| 2017년 | 오마르 크르빈                      | 시리아                             | 알힐랄                             |
| 2018년 | 압델카림 하산                      | 카타르                             | 알사드 SC                          |
| 2019년 | 아크람 아피프                      | 카타르                             | 알사드 SC                          |
| 2020년 | 수상자 없음 (코로나19 범유행 관련) | 수상자 없음 (코로나19 범유행 관련) | 수상자 없음 (코로나19 범유행 관련) |
| 2021년 | 수상자 없음 (코로나19 범유행 관련) | 수상자 없음 (코로나19 범유행 관련) | 수상자 없음 (코로나19 범유행 관련) |
| 2022년 | 살렘 알다우사리                    | 사우디아라비아                     | 알힐랄                             |
| 2023년 | 아크람 아피프                      | 카타르                             | 알사드 SC                          |

### 나라별 아시아 올해의 축구 선수 수상 횟수
| 나라           | 수상 횟수 |
| -------------- | --------- |
| 일본           | 6회       |
| 사우디아라비아 | 6회       |
| 이란           | 4회       |
| 카타르         | 4회       |
| 중화인민공화국 | 2회       |
| 아랍에미리트   | 2회       |
| 우즈베키스탄   | 2회       |
| 대한민국       | 1회       |
| 이라크         | 1회       |
| 오스트레일리아 | 1회       |
| 시리아         | 1회       |

## 아시아 축구 연맹(AFC) 올해의 해외파 선수상
| 연도   | 선수명                             | 국적                               | 당시 소속 클럽                     |
| ------ | ---------------------------------- | ---------------------------------- | ---------------------------------- |
| 2012년 | 가가와 신지                        | 일본                               | 맨체스터 유나이티드                |
| 2013년 | 나가토모 유토                      | 일본                               | 인테르나치오날레                   |
| 2014년 | 마일 예디낙                        | 오스트레일리아                     | 크리스탈 팰리스                    |
| 2015년 | 손흥민                             | 대한민국                           | 토트넘 홋스퍼                      |
| 2016년 | 오카자키 신지                      | 일본                               | 레스터 시티                        |
| 2017년 | 손흥민                             | 대한민국                           | 토트넘 홋스퍼                      |
| 2018년 | 하세베 마코토                      | 일본                               | SGE 프랑크푸르트                   |
| 2019년 | 손흥민                             | 대한민국                           | 토트넘 홋스퍼                      |
| 2020년 | 수상자 없음 (코로나19 범유행 관련) | 수상자 없음 (코로나19 범유행 관련) | 수상자 없음 (코로나19 범유행 관련) |
| 2021년 | 수상자 없음 (코로나19 범유행 관련) | 수상자 없음 (코로나19 범유행 관련) | 수상자 없음 (코로나19 범유행 관련) |
| 2022년 | 김민재                             | 대한민국                           | SSC 나폴리                         |
| 2023년 | 손흥민                             | 대한민국                           | 토트넘 홋스퍼                      |

### 나라별 아시아 올해의 해외파 선수상 수상 횟수
| 나라           | 수상 횟수 |
| -------------- | --------- |
| 대한민국       | 5회       |
| 일본           | 4회       |
| 오스트레일리아 | 1회       |

## 아시아 축구 연맹(AFC) 올해의 외국인 선수상 (2012-2015)
| 연도 | 선수명          | 국적   | 소속 클럽   |
| ---- | --------------- | ------ | ----------- |
| 2012 | 호제리뉴        | 브라질 | 쿠웨이트 SC |
| 2013 | 무리키          | 브라질 | 광저우 헝다 |
| 2014 | 아사모아 잔     | 가나   | 알아인      |
| 2015 | 히카르두 굴라르 | 브라질 | 광저우 헝다 |

## 아시아 축구 연맹(AFC) 아시아 올해의 감독 역대 수상자(1994–현재)
| 연도   | 감독명                             | 국적                               | 당시 소속 클럽                                   |
| ------ | ---------------------------------- | ---------------------------------- | ------------------------------------------------ |
| 1994년 | 찬윗 폴치윈                        | 태국                               | 태국 농민은행                                    |
| 1995년 | 박종환                             | 대한민국                           | 천안 일화                                        |
| 1996년 | 마유아안                           | 중국                               | 중국 여자 축구 국가대표팀                        |
| 1997년 | 차범근                             | 대한민국                           | 대한민국 축구 국가대표팀                         |
| 1998년 | 다카시 구와하라                    | 일본                               | 주빌로 이와타                                    |
| 1999년 | 마무드 라키모프                    | 우즈베키스탄                       | 우즈베키스탄 축구 국가대표팀                     |
| 2000년 | 필리프 트루시에                    | 프랑스                             | 일본 축구 국가대표팀                             |
| 2001년 | 나세르 알조하르                    | 사우디아라비아                     | 사우디아라비아 축구 국가대표팀                   |
| 2002년 | 거스 히딩크                        | 네덜란드                           | 대한민국 축구 국가대표팀                         |
| 2003년 | 차경복                             | 대한민국                           | 성남 일화 천마                                   |
| 2004년 | 아드난 하마드                      | 이라크                             | 이라크 축구 국가대표팀                           |
| 2005년 | 수상자 없음                        | 수상자 없음                        | 수상자 없음                                      |
| 2006년 | 최광석                             | 북한                               | 조선민주주의인민공화국 여자 U-20 축구 국가대표팀 |
| 2007년 | 라우프 이니레예프                  | 우즈베키스탄                       | 우즈베키스탄 축구 국가대표팀                     |
| 2008년 | 니시노 아키라                      | 일본                               | 감바 오사카                                      |
| 2009년 | 허정무                             | 대한민국                           | 대한민국 축구 국가대표팀                         |
| 2010년 | 오카다 다케시                      | 일본                               | 일본 축구 국가대표팀                             |
| 2011년 | 사사키 노리오                      | 일본                               | 일본 여자 축구 국가대표팀                        |
| 2012년 | 김호곤                             | 대한민국                           | 울산 현대                                        |
| 2013년 | 최용수                             | 대한민국                           | FC 서울                                          |
| 2014년 | 토니 포포비치                      | 오스트레일리아                     | 웨스턴 시드니 원더러스 FC                        |
| 2015년 | 엔제 포스테코글루                  | 오스트레일리아                     | 오스트레일리아 축구 국가대표팀                   |
| 2016년 | 최강희                             | 대한민국                           | 전북 현대                                        |
| 2017년 | 호리 다카후미                      | 일본                               | 우라와 레드 다이아몬즈                           |
| 2018년 | 오이와 고                          | 일본                               | 가시마 앤틀러스                                  |
| 2019년 | 정정용                             | 대한민국                           | 대한민국 U-20 축구 국가대표팀                    |
| 2020년 | 수상자 없음 (코로나19 범유행 관련) | 수상자 없음 (코로나19 범유행 관련) | 수상자 없음 (코로나19 범유행 관련)               |
| 2021년 | 수상자 없음 (코로나19 범유행 관련) | 수상자 없음 (코로나19 범유행 관련) | 수상자 없음 (코로나19 범유행 관련)               |
| 2022년 | 모리야스 하지메                    | 일본                               | 일본 축구 국가대표팀                             |

### 나라별 아시아 올해의 축구 감독 수상 횟수
| 나라           | 수상 횟수 |
| -------------- | --------- |
| 대한민국       | 8회       |
| 일본           | 7회       |
| 우즈베키스탄   | 2회       |
| 오스트레일리아 | 2회       |
| 북한           | 1회       |
| 사우디아라비아 | 1회       |
| 이라크         | 1회       |
| 중화인민공화국 | 1회       |
| 태국           | 1회       |
| 네덜란드       | 1회       |
| 프랑스         | 1회       |

## 같이 보기
- 아시아 축구 연맹